# Ola Laiho
Atte Ola Laiho, född 11 februari 1934 i Yläne, är en finländsk arkitekt verksam i Åbo.
Laiho utexaminerades från Tekniska högskolan 1966. Efter praktik hos Pekka Pitkänen 1966–1972 var han 1972–1986 delägare i byrån Pitkänen-Laiho-Raunio och från och med 1973 delägare i byrån Laiho-Pulkkinen-Raunio, som sedermera har specialiserat sig på restaurering av historiskt värdefulla byggnader.
Tillsammans med kollegorna har Laiho erövrat ett flertal pris i nationella arkitekttävlingar och planerat flera större projekt, bland annat Riksdagshusets renovering (1980-talet) och halvcirkelformade tillbyggnad (1978), restaureringen av Åbo slott och Henrikskyrkan (tillsammans med Pekka Pitkänen och Ilpo Raunio, 1980), restaureringen av Mariakyrkan (1988) och Uppståndelsekapellet (1984) i Åbo, Juva kyrka (1985) och S:t Karins kyrka (renovering 1984), Haapavesi kyrka (1984), restaureringen och tillbyggnaden av Ateneum i Helsingfors (1991), Åbo postcentral (1989), restaureringen av Helsingfors universitets huvudbyggnad (tillsammans med Mikko Pulkkinen och Ilpo Raunio, 1989), Lamminpää kapell i Tammerfors (1990), om- och tillbyggnaden av Helsingfors universitetsbibliotek (2001), Technobotnia (1996) och Rättshuset i Vasa (1996), ombyggnaden av sanatoriet i Pemar (1996–2002), Sveaborgs informationscentral (1998), Forum Marinum i Åbo (1999–2001) och tillbyggnaden av Åbo konstmuseum (2002). Tillsammans med sina kollegor har Laiho även planerat det nya musikhuset i Helsingfors centrum.

## Utmärkelser
- Riddartecknet av I klass av Finlands Vita Ros’ orden,  6 december 1986[2]
- Kommendörstecknet av Finlands Lejons orden,  6 december 2011[2]

[Redigera Wikidata]